# Christian Heitz
Christian Heitz (* 8. Juni 1942 in Niederscherli; † 18. Oktober 2006 in Basel) war ein Schweizer Botaniker, Lehrer und Autor.

## Leben und Werk
Christian Heitz war ein Sohn des Kaufmanns Gustave A. O. Heitz und der Frieda, geborene Feybli. Zusammen mit seinen fünf Geschwistern wuchs er in Dornach auf und besuchte die Rudolf-Steiner-Schule in Basel. 1958 verstarb sein Vater infolge eines Verkehrsunfalls.
Heitz bestand 1962 die Matura und studierte als Werkstudent an der Universität Basel. Von Heinrich Zoller bekam er eine Teilzeitstelle als Assistent und war als solcher für die Beschaffung des Pflanzenmaterials für die Bestimmungsübungen verantwortlich sowie für Mithilfe in den Praktika. Zudem beteiligte er sich an der Kartierung der Schweizer Flora, deren Feldarbeit von 1967 bis 1979 dauerte und 1982 im Erscheinen des Verbreitungsatlas der Farn- und Blütenpflanzen der Schweiz ihren Abschluss fand. Heitz lernte in dieser Zeit seine zukünftige Frau, die angehende Botanikerin Annekäthi, geborenen Weniger, kennen und verlobte sich 1968 mit ihr. Wie Heitz wählte auch sie ein pollenanalytisches Thema für ihre Dissertation. Später begleitete sie ihn oft auf seinen Kartierexkursionen und bei den Bohrarbeiten, die pollenanalytischen Forschungen dienten.

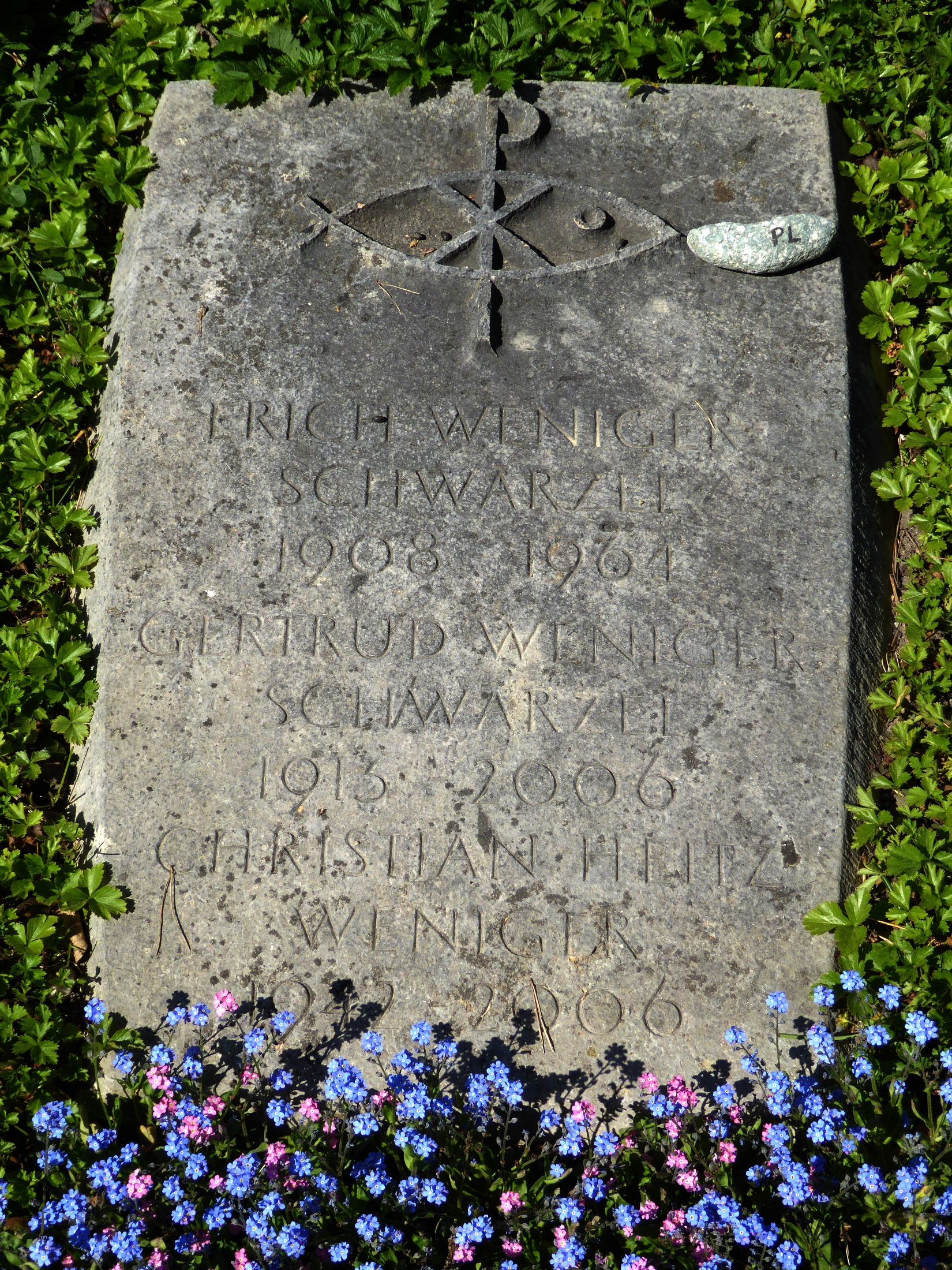
Grab auf dem Friedhof am Hörnli

Heitz betreute ab 1972 das Gesellschaftsherbar am Botanischen Institut der Universität Basel. Einem breiteren Publikum wurde Heitz als Herausgeber der 17., 18., und 19. Auflage des August Binz/Heitz, der Schul- und Exkursionsflora der Schweiz bekannt. Dieses Werk begründete seinen Ruf als grossen Schweizer Botaniker. Zudem war er Co-Autor des Synonymie-Index der Schweizer Flora.
Im Februar 1974 erwarb Heitz den Doktortitel mit der Dissertation über Vegetationsentwicklung und Waldgrenzschwankungen des Später- und Postglazials im Oberhalbstein (Graubünden/Schweiz) mit besonderer Berücksichtigung der Fichteneinwanderung. Seine Assistenzzeit verbrachte er unter seinem Doktorvater Heinrich Zoller. Da es am Botanischen Institut für ihn keine feste Anstellung gab, erwarb er in der Folge das Diplom eines Oberlehrers und unterrichtete bis zu seinem frühen Tod am Gymnasium Bäumlihof in Basel an der Oberstufe Biologie.
1976 übernahm er zusammen mit dem Botaniker Hans Peter Fuchs-Eckert (1928–1999) die Herausgabe der Fortschritte zur Systematik und Floristik der Schweizer Flora (Gefässpflanzen). In seiner Freizeit unternahm Heitz vor allem Exkursionen in die inneralpinen Trockentäler Wallis, Aosta und Vinschgau. Ab 2003 war er Exkursions- und Kursleiter im Leiterteam der Feldbotanikkurse des basellandschaftlichen Natur- und Vogelschutzverbandes tätig. Zudem war er längere Zeit in der Redaktionskommission der Mitteilungen der Naturforschenden Gesellschaft beider Basel.
Christian Heitz lebte zusammen mit seiner Frau und ihren beiden Töchtern in Riehen. Seine letzte Ruhestätte fand er auf dem Friedhof am Hörnli.

## Mitgliedschaften
- Vorstandsmitglied der Botanischen Gesellschaft Basel.
- Seit 1980 Stiftungsratsmitglied der Stiftung zur Förderung der Pflanzenkenntnis
- Seit 1993 Mitglied der Wissenschaftlichen Kommission des Zentrums des Datenverbundnetzes der Schweizer Flora (CRSF/ZDSF).
- Seit 2001 Stiftungsrat der Schweizerischen Orchideenstiftung am Herbarium Jany Renz.

## Ehrungen
- Seit 1988 Ehrenmitglied der Schweizerischen Botanischen Gesellschaft
- Seit 1996 Ehrenmitglied der Société Botanique de Genève